# Pacem in terris
Pacem in terris (pol. Pokój na ziemi) – encyklika napisana przez Jana XXIII w 1963, dotycząca pokoju i sprawiedliwości społecznej.

## Powstanie encykliki
Papież skończył ją pisać 11 kwietnia 1963, po kryzysie kubańskim, niecałe dwa miesiące przed swoją śmiercią. Była to pierwsza w historii Kościoła encyklika adresowana nie tylko do katolików, lecz do „wszystkich ludzi dobrej woli”.

POKÓJ NA ZIEMI, którego wszyscy ludzie wszystkich czasów tak żarliwie pragnęli, nie może być budowany i utrwalany inaczej, jak tylko przez wierne zachowywanie porządku ustanowionego przez Boga.

## Poruszane zagadnienia
- Porządek między ludźmi,
- Prawa człowieka,
- Obowiązki człowieka,
- Stosunki między obywatelami a władzami społeczności politycznej,
- Stosunki między państwami,
- Stosunek ludzi i społeczności państwowych do społeczności światowej,
- Wskazania duszpasterskie.

## Opinie
Amerykański fizyk i laureat Nagrody Nobla Richard Feynman określił encyklikę jako „jedno z największych wydarzeń naszych czasów i wielki krok w przyszłość”. Uznał ją „za początek, być może, nowego okresu, w którym zapomnimy o teoriach wyjaśniających, dlaczego w coś wierzymy, jeżeli tylko, w końcu, zgodzimy się w sprawie tego, co należy czynić”.

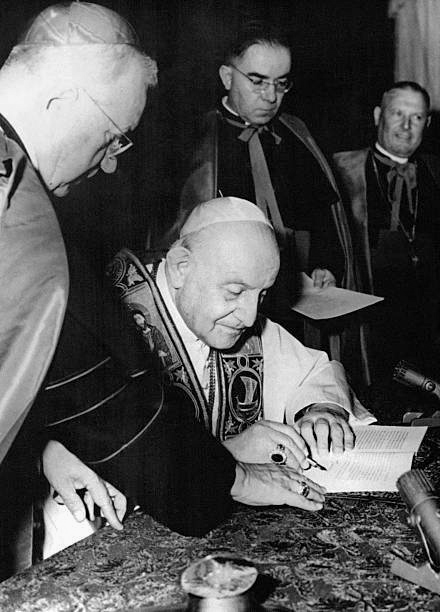
Papież podpisujący encyklikę
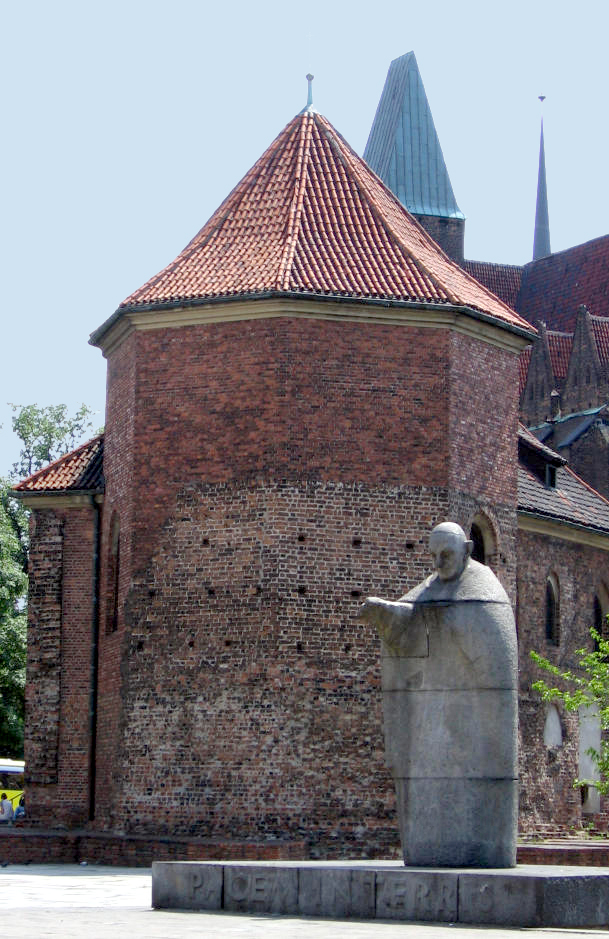
Pomnik Jana XXIII we Wrocławiu z mottem PACEM IN TERRIS